# Tidewater 250 1964
Tidewater 250 1964 var ett stockcarlopp ingående i Nascar Grand National Series (nuvarande Nascar Cup Series) som kördes 15 maj 1964 på den 0,4 mile (2,111 km) långa ovalbanan Langley Speedway i Hampton i Virginia. Totalt avverkades 100 miles (160,934 km) fördelat på 250 varv. Banunderlaget var dirt.  Loppet vanns av Ned Jarrett i en Ford på tiden 1:31.53 körande för Bondy Long. Jarretts snitthastighet uppgick till 65,3 mph. Han var vid målgång ensam förare på ledarvarvet, tre varv före tvåan Marvin Panch. Prispotten uppgick till 4 340 dollar, varav 1 000 dollar gick till segraren.

## Resultat
| Plc     | Nr | Förare           | Team/ bilägare       | Konstruktör | Start | Varv | Ledda varv |
| ------- | -- | ---------------- | -------------------- | ----------- | ----- | ---- | ---------- |
| 1       | 11 | Ned Jarrett      | Bondy Long           | Ford        | 4     | 250  | 227        |
| 2       | 21 | Marvin Panch     | Wood Brothers Racing | Ford        | 7     | 247  | 0          |
| 3       | 87 | Buddy Baker      | J.C. Parker          | Dodge       | 9     | 242  | 0          |
| 4       | 34 | Wendell Scott    | Scott Racing         | Ford        | 11    | 240  | 0          |
| 5       | 02 | Curtis Crider    | Curtis Crider        | Mercury     | 12    | 234  | 0          |
| 6       | 08 | Elmo Langley     | Henry Woodfield      | Ford        | 8     | 228  | 0          |
| 7       | 4  | Earl Brooks      | Scott Racing         | Chevrolet   | 10    | 221  | 0          |
| 8       | 83 | Worth McMillion  | Worth McMillion      | Pontiac     | 16    | 220  | 0          |
| 9       | 45 | LeeRoy Yarbrough | Louis Weathersbee    | Plymouth    | 5     | 216  | 0          |
| 10      | 88 | Neil Castles     | Buck Baker Racing    | [[]]        | 13    | 204  | 0          |
| 11      | 01 | Gene Lovelace    | Curtis Crider        | Chrysler    | 6     | 125  | 0          |
| 12      | 6  | David Pearson    | Owens Racing         | Dodge       | 1     | 87   | 23         |
| 13      | 72 | Doug Yates       | Doug Yates           | Plymouth    | 14    | 60   | 0          |
| 14      | 54 | Jimmy Pardue     | Burton-Robinson      | Plymouth    | 3     | 43   | 0          |
| 15      | 09 | Roy Mayne        | Bob Adams            | Chevrolet   | 17    | 22   | 0          |
| 16      | 60 | Doug Cooper      | Bob Cooper           | Ford        | 2     | 5    | 0          |
| 17      | 43 | Richard Petty    | Petty Enterprises    | Plymouth    | 15    | 1    | 0          |
| Källor: |    |                  |                      |             |       |      |            |